# Chirio-Forno d'Asolo
Tre Colli-Forno d'Asolo (UCI-code TCF) is een Italiaanse voormalige wielerploeg voor vrouwen. De ploeg werd in 1991 opgericht door Franco Chirio en was tussen 2005 en 2013 een UCI-ploeg.

## Geschiedenis

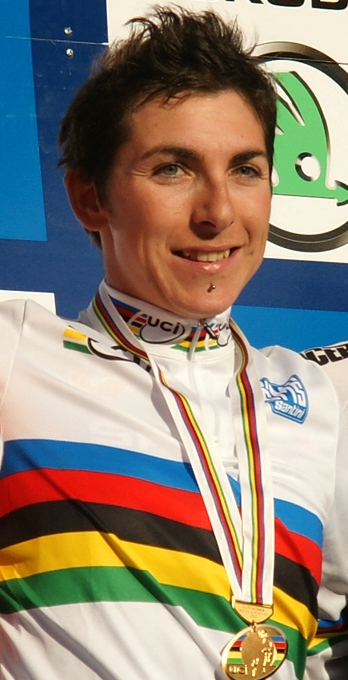
Bronzini won het WK 2011.

Bij het team reden bekende Italiaanse rensters als Giorgia Bronzini, Barbara Guarischi, Simona Frapporti en Elena Cecchini, maar ook veel buitenlandse rensters als de Duitse Regina Schleicher, de Nieuw-Zeelandse Rushlee Buchanan, de Finse Sari Saarelainen, de Mexicaanse Ingrid Drexel, de Russische Zulfiya Zabirova, de Wit-Russische Zinaida Stahurskaia en de Oekraïense Tetyana Ryabchenko. De Braziliaanse Flávia Oliveira en de zussen Clemilda, Janildes en Marcia Fernandes Silva reden diverse jaren bij het team. Ook reden er veel Litouwse rensters, bijvoorbeeld Daiva Tušlaitė en de zussen Jolanta en Rasa Polikevičiūtė; het team had in 2013 tevens een Litouwse licentie. De belangrijkste overwinning was de wereldtitel op de weg van Bronzini in 2011 en twee wereldtitels op de baan in de puntenkoers.

### Bekende oud-rensters
- Giorgia Bronzini (2005, 2011)
- Simona Frapporti (2009-2010)
- Barbara Guarischi (2011)
- Elena Cecchini (2011)
- Jolanta Polikevičiūtė (2003-2004, 2007-2008)
- Rasa Polikevičiūtė (2003-2004, 2007-2008)
- Daiva Tušlaitė (2009, 2014)
- Clemilda Fernandes Silva (2004-2013)
- Janildes Fernandes Silva (2005, 2008-2009)
- Marcia Fernandes Silva (2010)
- Flávia Oliveira (2012)

- Zulfiya Zabirova (2002)
- Zinaida Stahurskaia (2002-2003, 2006)
- Regina Schleicher (2003)
- Tetyana Ryabchenko (2009-2013)
- Sari Saarelainen (2010)
- Rushlee Buchanan (2011)
- Ingrid Drexel (2014)

## Overwinningen
(onvolledig)
2003
- Etappes 4, 5, 6 en 7A Giro Donne, Regina Schleicher
- 1e etappe Vuelta Castille e Leon, Regina Schleicher
- Grand Prix Carnaval d'Europe, Regina Schleicher
- Trofeo Riviera Della Versilia, Zinaida Stahurskaia

2004
- 4e etappe Emakumeen Bira, Jolanta Polikevičiūtė
- 3e etappe Trophée d'Or, Clemilda Fernandes Silva

2005
- 3e, 6e en 9e etappe Giro Donne, Giorgia Bronzini

2006
- 1e etappe Holland Ladies Tour, Vera Carrara

2007
- Grand Prix de Santa Ana, Tatiana Stiajkina
- Etappe 3B Vuelta a El Salvador, Uênia Fernandes Da Souza

2008
- 4e etappe Vuelta a El Salvador, Tatiana Stiajkina
- Eind- en bergklassement Vuelta a El Salvador, Tatiana Stiajkina
- 5e etappe La Grande Boucle Féminine, Rasa Polikevičiūtė
- 4e etappe Route de France, Urte Juodvalkyte

2009
- Copa America, Janildes Fernandes Silva

2011
- Wereldkampioene op de weg, Giorgia Bronzini
- GP de Gatineau, Giorgia Bronzini

2012
- 3e etappe (ITT) + eindklassement Vuelta a El Salvador, Clemilda Fernandes Silva

2013
- Grand Prix GSB, Clemilda Fernandes Silva
- Ronde van Chongming, Tetyana Ryabchenko

## Kampioenschappen
2002
 Argentijns kampioene op de weg, Valeria Pintos
 Russisch kampioene tijdrijden, Zulfiya Zabirova
2005
 Europees baankampioen achtervolging (belofte), Tatsiana Sharakova
 Braziliaans kampioene op de weg, Clemilda Fernandes Silva
 Japans kampioene op de weg, Miho Oki
 Wit-Russisch kampioene op de weg, Tatsiana Sharakova
 Wit-Russisch kampioene tijdrijden, Tatsiana Sharakova
2006
 Wereldkampioene op de baan (puntenkoers), Vera Carrara
 Europees baankampioen achtervolging (belofte), Tatsiana Sharakova
 Argentijns kampioene op de weg, Valeria Pintos
 Italiaans kampioene veldrijden, Annabella Stopparo
2007
 Braziliaans kampioene tijdrijden, Janildes Fernandes Silva
 Tsjechisch kampioene tijdrijden, Tereza Huřiková
 Venezolaans kampioene op de weg, Danielys García
 Venezolaans kampioene tijdrijden, Karelia Machado
2008
 Braziliaans kampioene op de weg, Clemilda Fernandes Silva
 Oekraïens kampioene op de weg, Tatiana Stiajkina
 Oekraïens kampioene tijdrijden, Tatiana Stiajkina
2009
 Braziliaans kampioene op de weg, Janildes Fernandes Silva
2010
 Braziliaans kampioene op de weg, Janildes Fernandes Silva
2011
 Wereldkampioene op de weg, Giorgia Bronzini
 Nieuw-Zeelands kampioene op de weg, Catherine Cheatley
 Oekraïens kampioene op de weg, Tetyana Ryabchenko
2012
 Wereldkampioene op de baan (puntenkoers), Anastasiya Chulkova